# Кельн (футбольний клуб)
Футбольний клуб «Кельн» (нім. 1. Fußball Club Köln) — німецький професіональний футбольний клуб із однойменного міста. Клуб був заснований в 1948 році в результаті злиття двох клубів: Kölner Ballspiel-Club 1901 та SpVgg Sülz 07.

## Історія

### Перші кроки

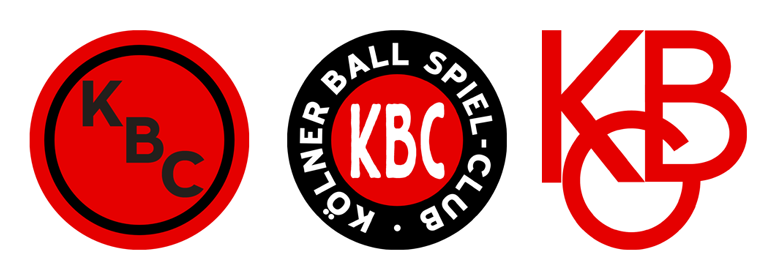
Перші логотипи клубу

Футбольний клуб «Кельнер» був заснований 6 червня 1901 року групою молодих чоловіків, які були незадоволені частиною гімнастичного клубу ФК «Боруссія Кельн» і більше цікавилися футболом. БК брав участь у Західній Ценерлізі в роки до Першої світової війни, виграв чемпіонат Вестнігерії в 1912 році та вийшов до попередніх раундів національного фіналу. Їхній наступний найкращий результат був у фіналі ліги 1920 року, де вони програли «Борусії» (Менхенгладбах) з рахунком 1–3.
Футбольний клуб 1907 року «Кельн-Зюльц» був заснований у 1907 році як «Зюльцер Спортферайн», а 1 січня 1919 року об'єднався з футбольним клубом «Герта Зюльц» 1908 року, утворивши SpVgg. Вони виграли титул «Вестдойчера» у 1928 році, але програли в перших раундах національного фіналу. Вони продовжили грати як клуб вищого дивізіону в Гаулізі Середній Рейн, одному з шістнадцяти дивізіонів вищого рівня, створених у 1933 році в результаті реорганізації німецького футболу за часів Третього Рейху. Після перемоги в дивізіонному чемпіонаті в 1939 році, на початку 1940-х років вони вступили в період занепаду. Після сезону 1941 року Гауліга Середній Рейн була розділена на два нові дивізіони: Гаулігу Кельн-Аахен та Гаулігу Мозельланд, до яких увійшли клуби з окупованого Люксембургу. «Зюльц» мав труднощі, поки не об'єднався з «Кельн 1899» у сезоні 1943–44 років, утворивши об'єднану команду воєнного часу «Кригшпільгемайнсхафт VfL 99/Зюльц 07», яка зрештою виграла титул чемпіона Гауліги Кельн-Аахен з перевагою в одне очко над «Дюрен 99» у напруженій гонці. Клуб не грав у наступному сезоні, оскільки регіон охопила війна.

### Створення нового клубу
Після об'єднання цих двох команд-попередників (1948), 1. ФК «Кельн» почав грати в Західній Оберлізі в сезоні 1949–50, і до 1953–54 років виграв свій перший дивізіонний чемпіонат. У 1954 році вони програли фінал Кубка Німеччини з рахунком 1:0 «Штутгарту». «Цапи» виграли свій другий титул у Західній Оберлізі в сезоні 1959–60 років і вийшли у національний фінал проти «Гамбурга», де програли 3:2. «Кельн» також фінішував першим у Західній Оберлізі з 1960–61 по 1962–63 роки. Вони виграли фінал чемпіонату Німеччини 1962 року з рахунком 4:0 проти «Нюрнберга», вперше ставши чемпіонами Німеччини, і кваліфікувалися до Кубку європейських чемпіонів, де були одними з фаворитів на виграш трофею. У першому раунді «Кельн» зустрівся із шотландським «Данді» та програв з рахунком 8–1, і, незважаючи на перемогу у матчі-відповіді в Німеччині з рахунком 4–0, вони вибули з турніру. У фіналі чемпіонату Німеччини наступного року вони програли дортмундській «Борусії» з рахунком 3–1.

### Перші успіхи

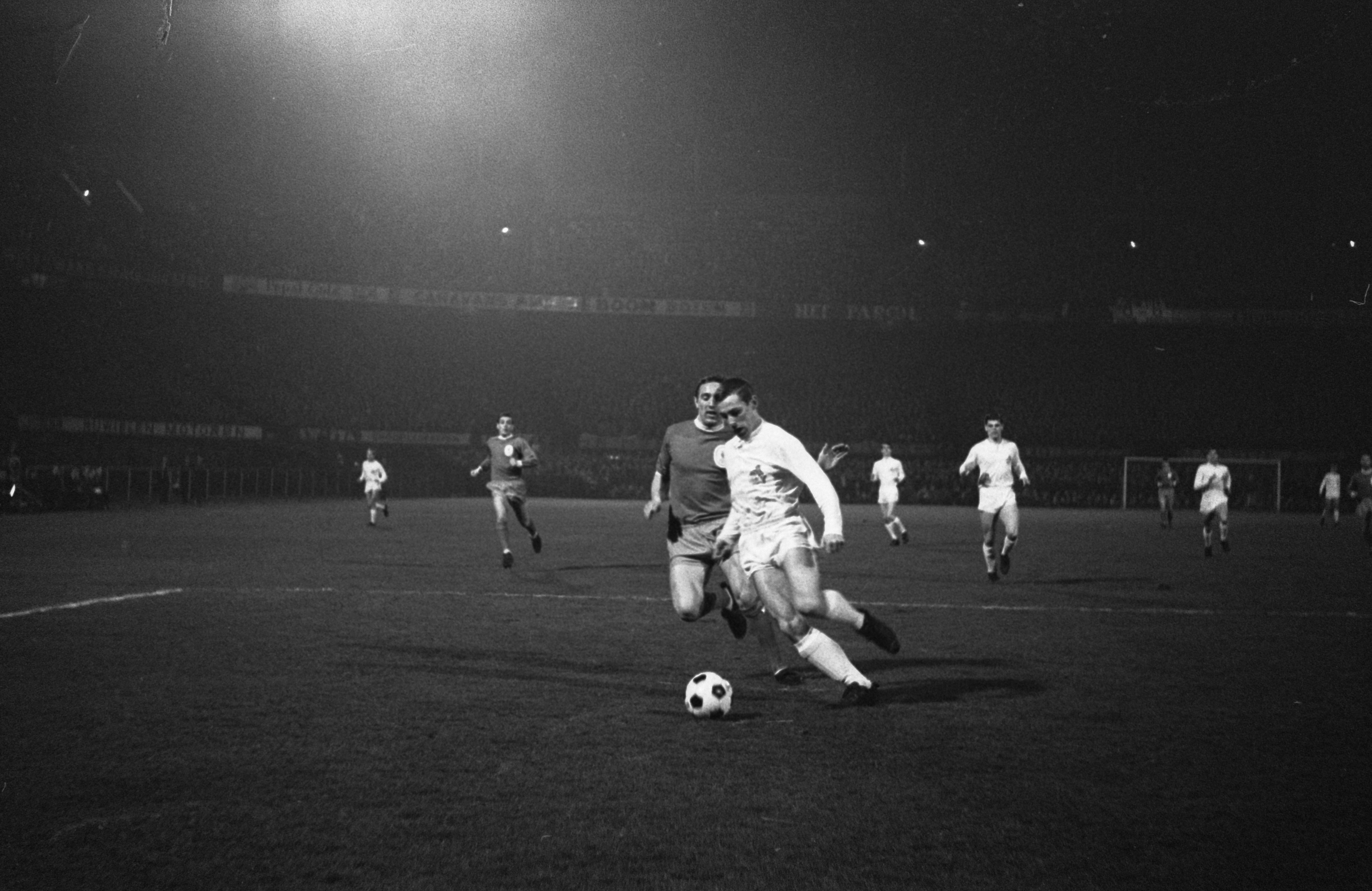
Кубок європейських чемпіонів 1965: «Кельн»-«Ліверпуль» 2:2

У 1963 році ФК «Кельн» став одним із 16 членів-засновників Бундесліги, нової професійної футбольної ліги Німеччини. «Кельн» продовжив свій переможний шлях, ставши першим чемпіоном Бундесліги у першому сезоні 1963/64. Як чемпіон Німеччини, «Кельн» вийшов у Кубок європейських чемпіонів 1964/65, де на стадії чвертьфіналу зустрівся з англійським «Ліверпулем». Після двох нічиїх 0:0 відбулася третя гра, яка також закінчилася нічиєю, цього разу 2:2. Оскільки серія пенальті ще не була запроваджена як засіб вирішення нічиєї, «Кельн» вибув зі змагань після підкидання монети. За іронією долі, знадобилося друге підкидання монети, оскільки вперше монета встромилася вертикально в землю. 
«Кельн» також став першою командою Бундесліги, яка виставила бразильського гравця, підписавши контракт із Зезе з «Мадурейри» за рекордну на той час суму клубу в 150 000 німецьких марок. У внутрішньому чемпіонаті «Кельн» посів друге місце в сезоні 1964/65 і виграв свій перший національний Кубок сезону 1967/68.
На початку 1970-х років «Кельн» тричі за чотири сезони досягав фіналів Кубка Німеччини, програвши всі три: «Кікерс Оффенбах» у 1970 році, «Баварії» у 1971 році та «Борусії» (Менхенгладбах) у 1973 році. Команда також знову посіла друге місце в Бундеслізі у 1973 році, а потім знову досягла фіналу Кубка Німеччини у 1977 році, перемігши «Герту» у двох матчах та вдруге вигравши трофей.
У сезоні 1977–78 «Кельн» провів свій найуспішніший сезон, вигравши Бундеслігу, свій третій національний титул загалом, та захистивши Кубок Німеччини, перемігши «Фортуну» (Дюссельдорф) з рахунком 2–0. «Кельн» став другим клубом, який зробив дубль в еру Бундесліги.
У 1980 році «Кельн» знову програв у фіналі Кубка Німеччини, а потім в 1983 році виграв турнір в четвертий раз. У 1986 році клуб вперше вийшов у фінал європейських турнірів, програвши мадридському «Реалу» з рахунком 5:3 у фіналі Кубка УЄФА. Два других місця в Бундеслізі, у сезонах 1988–89 та 1989–90, та ще одна поразка у фіналі Кубка Німеччини у 1991 році ознаменували кінець успішного тридцятирічного періоду для «Кельна».

### Падіння

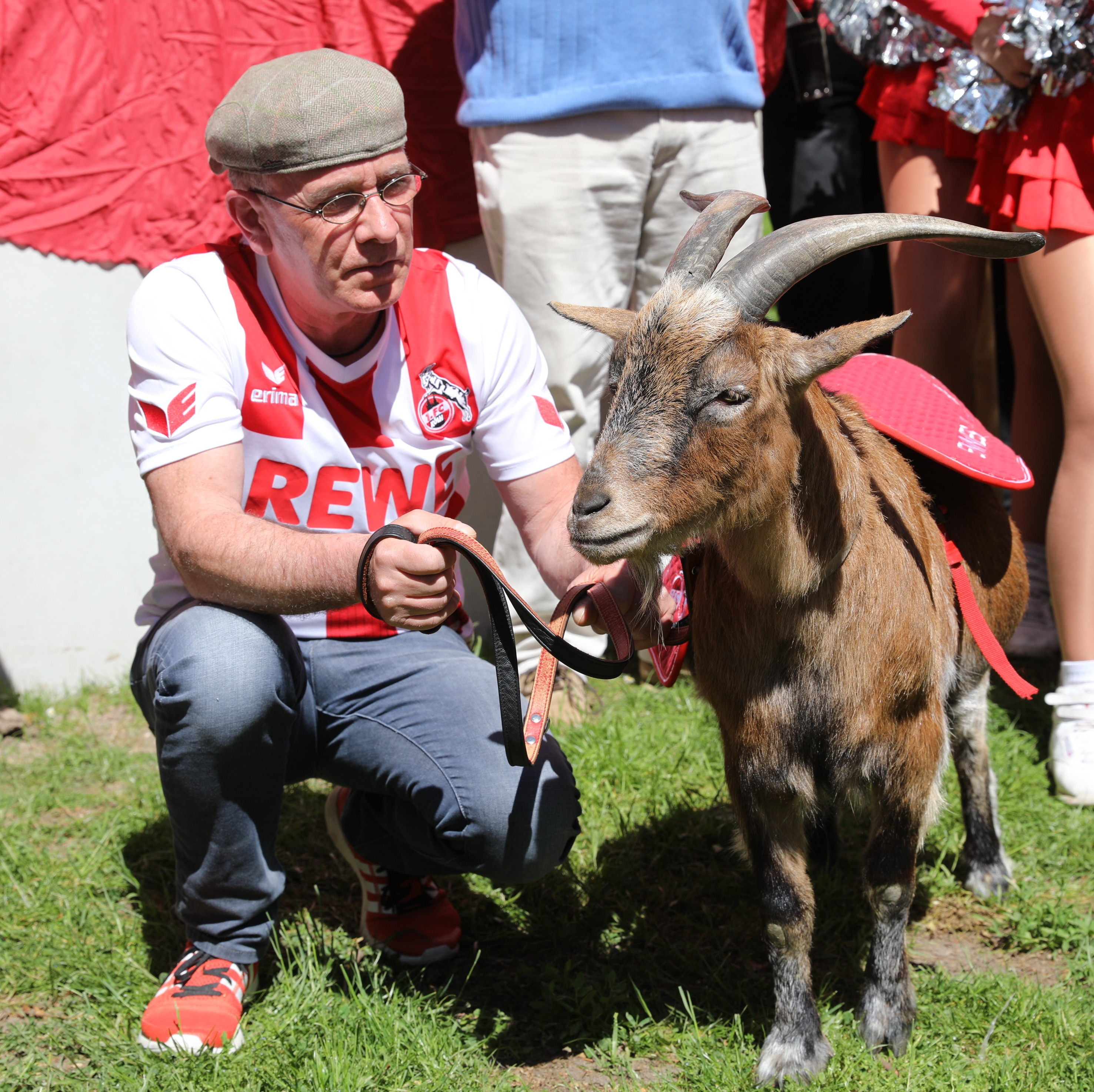
Талісман клубу Хеннес VIII

У перші роки Бундесліги «Кельн» був найуспішнішим клубом турніру за загальною кількістю набраних очок. Однак, починаючи з початку 1990-х років, результати клубу погіршилися, і в 1998 році він вперше вилетів з вищого дивізіону. Команда стала Командою - ліфтом, переміщаючись між першим і другим дивізіонами: вони піднімалися або опускалися кожного сезону між сезонами 2001/02 та 2005/06. У цей період ФК також встановив рекорд найдовшої безгольової серії в історії Бундесліги в сезоні 2001/02, провівши 1034 хвилини (що еквівалентно 11,5 іграм), поки Томас Ціхон не забив гол.
Наприкінці 2006 року колишній тренер Крістоф Даум повернувся до Кельна та у 2008 році зумів повернути клуб до Бундесліги. Забезпечивши «Кельну» статус учасника Бундесліги в сезоні 2008/09, Даум покинув Кельн і перейшов до свого колишнього клубу «Фенербахче». Колишній зірковий нападник «Кельна» Лукас Подольскі повернувся до складу на сезон 2009/10.
Клуб вилетів з вищого дивізіону в кінці сезону 2011/12 років, посівши 17-е місце, накопичивши борг у розмірі 33 мільйони євро та негативний власний капітал у розмірі 11 мільйонів євро.

### 2012–2017 роки
У квітні 2012 року члени клубу обрали нову раду директорів: Вернера Спіннера президентом, Маркуса Ріттербаха — маркетинговим директором, а Тоні Шумахера — спортивним директором. У сезоні 2012/13 під керівництвом нового тренера Хольгера Станіславського «Кельн» посів п'яте місце у Другій Бундеслізі, втративши шанс повернутися до вищого дивізіону.
У 2012 році рада директорів призначила Йорга Якобса директором з футболу, якого потім у 2014 році підвищили до спортивного директора, головного скаута та директора академії. У січні 2013 року Александер Верле приєднався до команди з управління футболом «Кельн». Верле працював помічником президента «Штутгарта» Ервіна Штаудта, зокрема, над реконструкцією стадіону. Влітку 2013 року Петера Штегера та Манфреда Шміда було прийнято на роботу до тренерської команди, а Йорга Шмадтке – до генерального менеджера. У сезоні 2013/14 «Кельн» посів перше місце у Другій Бундеслізі та вийшов до вищого дивізіону. Далі було 12-те місце у сезоні 2014/15, дев'яте у сезоні 2015/16 та п'яте місце у сезоні 2016/17, що дозволило команді кваліфікуватися до Ліги Європи 2017/18, їхньої першої європейської кампанії за 25 років. Після реструктуризації та погашення боргу, власний капітал перетворився з від’ємного значення у 11 млн євро на додатне у 20 млн євро. Оборот збільшився з 56 млн євро у 2012/2013 роках до понад 120 млн євро у 2016/2017 роках.

### Новітня історія
Після повернення клубу на європейську арену доля швидко змінилася. Команда невдало розпочала сезон Бундесліги 2017/18, набравши лише три очки у перших шістнадцяти матчах. Водночас кампанія клубу в Лізі Європи завершилася на груповому етапі. Ця тенденція до спаду призвела до відставки Йорга Шмадтке та звільнення Штегера у грудні 2017 року; його замінив Стефан Рутенбек, якого було призначено виконуючим обов'язки головного тренера. Незважаючи на покращення результатів у другій половині сезону, команда фінішувала останньою та вилетіла до Другої Бундесліги наприкінці року.

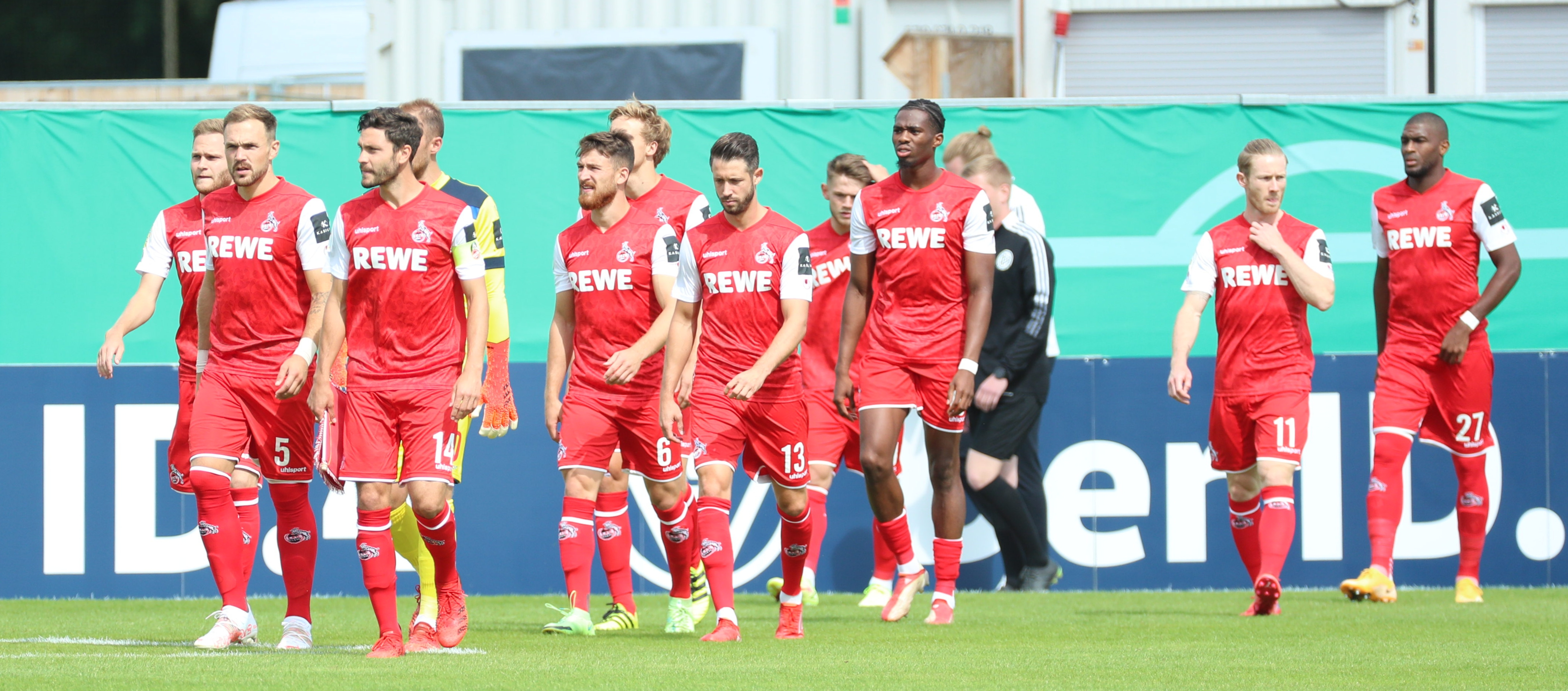
«Кельн» у 2021 році

Перед сезоном 2018/19 років менеджером було призначено Маркуса Анфанга. Хоча клуб більшу частину сезону займав перше місце в лізі, Анфанг був звільнений після серії без перемог у квітні 2019 року. Лише через тиждень, коли наступником Анфанга став Андре Павляк, команда здобула підвищення до еліти, перемігши «Гройтер Фюрт» з рахунком 4:0. Після невдалого початку сезону 2019/20, який включав поразку в кубку від «Саарбрюккена» з рахунком 3:2, клуб вирішив розірвати контракт з Ахімом Байєрлорцером 9 листопада 2019 року. Спортивний директор Армін Фе, який тижнями раніше оголосив, що не продовжуватиме свій контракт з клубом, також був звільнений з посади. 18 листопада колишній менеджер «Гамбурга» Маркус Гісдоль був призначений головним тренером клубу, а Хорст Гельдт був призначений спортивним директором. Під керівництвом Гісдоля команда уникла вильоту в кінці сезону.
Протягом більшої частини сезону 2020/21 років «Кельн» боровся за виживання та посідав одне з трьох останніх місць у дивізіоні. 11 квітня 2021 року, після поразки від суперника за виживання «Майнца», Гісдоля було звільнено з посади головного тренера. Наступного дня клуб представив Фрідгельма Функеля як тимчасового тренера, який виконував обов'язки головного тренера до кінця сезону. Команда Функеля зіграла з «Гольштайном» у плей-оф за виживання. Після поразки 1:0 вдома його команда здобула виїзну перемогу з рахунком 5:1, що дозволило клубу зберегти свою позицію в Бундеслізі.
У березні 2023 року, протягом другої половини сезону 2022/23 років, Палата з вирішення спорів ФІФА наклала на «Кельн» двоетапне трансферне ембарго, оскільки клуб був визнаний винним у порушенні під час підписання контракту з гравцем словенської «Олімпії» Яном Чубером Поточніком у січні 2022 року. Згідно з тим самим вироком, клуб також був засуджений до виплати «Олімпії» компенсації у розмірі 51 750 євро, на додаток до витрат на навчання. «Кельн» оскаржив це рішення в Спортивному арбітражному суді в Лозанні, який підтвердив ембарго, накладене ФІФА. У сезоні Бундесліги 2023/24 років «Кельн» вилетів до Другої Бундесліги, посівши 17 - е місце в турнірній таблиці.

## Стадіон

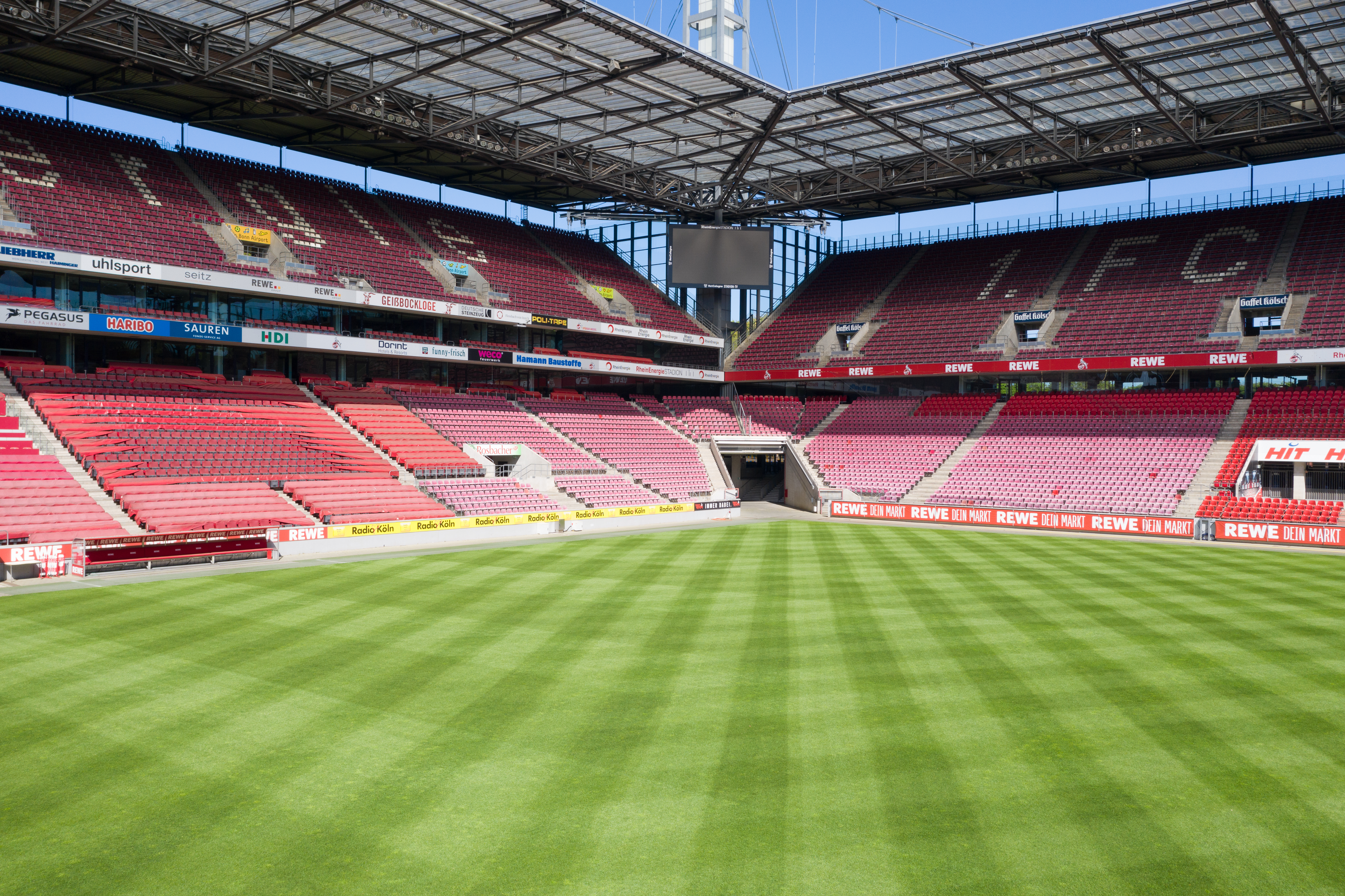
Рейн Енергі Штадіон

Команда проводить свої домашні матчі на стадіоні «Мюнгерсдорфер», також відомому як «Рейн Енергі Штадіон» для спонсорських цілей. Він має місткість близько 50 000 глядачів, а середня відвідуваність у сезоні 2015/16 років становила 48 676 осіб. Спонсорство стадіону здійснюється за контрактом з місцевим постачальником електроенергії RheinEnergie AG. Однак більшість уболівальників досі називають стадіон «Мюнгерсдорфер», на честь передмістя Мюнгерсдорф, де він розташований.
Клуб володіє тренувальним центром Geißbockheim, відомим як RheinEnergieSportpark через спонсорство, розташований у Зюльці, що є муніципальною частиною Кельна на південному заході міста. У центрі розташований стадіон «Франц-Кремер» – домашній стадіон футбольного клубу «Кельн II».

## Принципові суперники

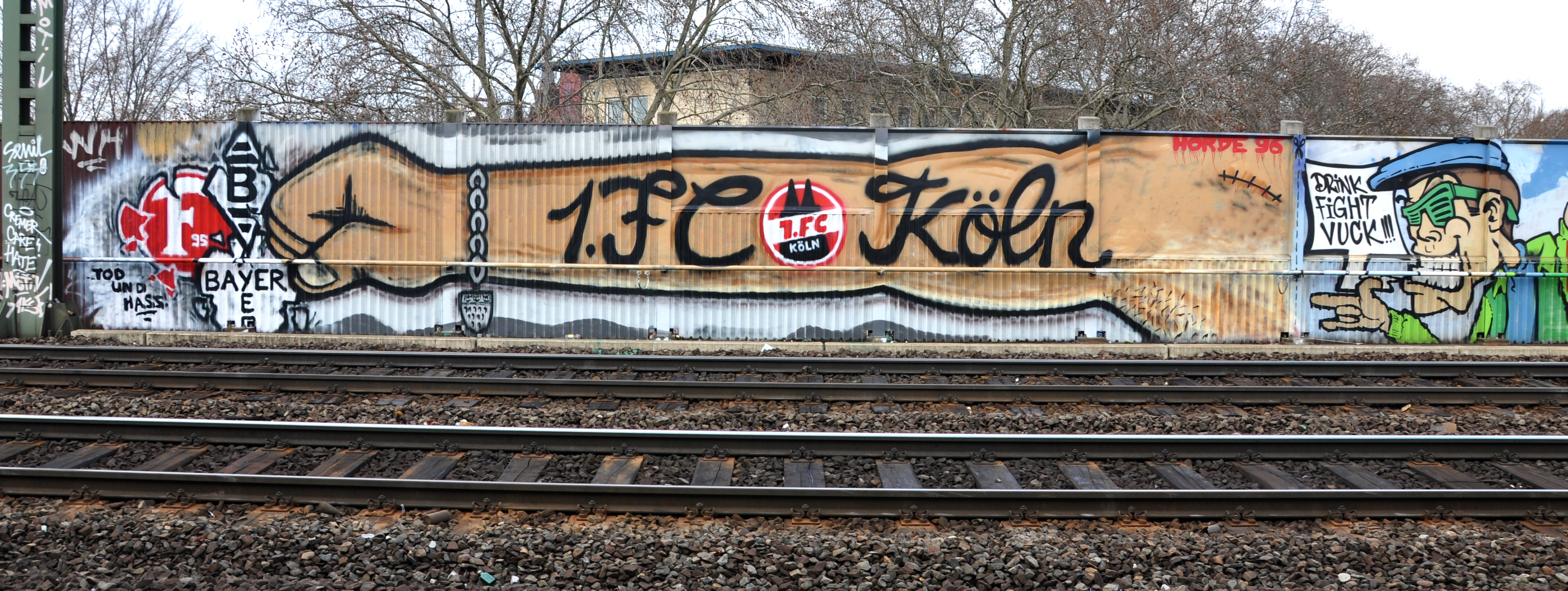
Графіті в Кельні з емблемами трьох основних суперників «Кельна»

Найдовше та найзапекліше суперництво клубу ведеться з «Борусією» (Менхенгладбах), проти якої вони змагаються в Рейнському дербі. Хоча Менхенгладбах розташований не на Рейні, обидва клуби базуються в культурному регіоні Рейнланд. «Кельн» також суперничає з двома іншими клубами з Рейну: «Фортуною» з Дюссельдорфу та леверкузенським «Баєром».

## Склад команди
Станом на 27 червня 2025
| №  | Поз. | Нац.                 | Гравець                    |
| -- | ---- | -------------------- | -------------------------- |
| 1  | ВР   | Німеччина            | Марвін Швабе               |
| 2  | ЗХ   | Швейцарія            | Жоель Шмід                 |
| 3  | ЗХ   | Німеччина            | Домінік Гайнц              |
| 4  | ЗХ   | Німеччина            | Тімо Хюберс                |
| 6  | ПЗ   | Німеччина            | Ерік Мартель               |
| 7  | ПЗ   | Ісландія             | Ісак Бергманн Йоуганнессон |
| 8  | ПЗ   | Боснія і Герцеговина | Деніс Гусейнбашич          |
| 9  | НП   | Німеччина            | Лука Вальдшмідт            |
| 10 | НП   | Німеччина            | Рагнар Ахе                 |
| 11 | ПЗ   | Австрія              | Флоріан Кайнц              |
| 12 | ВР   | Німеччина            | Йонас Нікіш                |
| 13 | НП   | Німеччина            | Марк Ут                    |
| 15 | ЗХ   | Німеччина            | Лука Кіліан                |
| 16 | ПЗ   | Німеччина            | Марвін Обуз                |
| 17 | ЗХ   | Косово               | Леарт Пачярада             |
| 19 | НП   | Німеччина            | Тім Лемперле               |

| №  | Поз. | Нац.                 | Гравець                                 |
| -- | ---- | -------------------- | --------------------------------------- |
| 20 | ВР   | Німеччина            | Філіпп Пентке                           |
| 21 | НП   | Німеччина            | Штеффен Тіггес                          |
| 22 | ПЗ   | Данія                | Якоб Стеен Крістенсен                   |
| 24 | ЗХ   | Німеччина            | Юліан Паулі                             |
| 25 | ЗХ   | Боснія і Герцеговина | Юсуф Газибегович                        |
| 26 | ВР   | Швейцарія            | Антоні Рачоппі (в оренді з «Галл Сіті») |
| 27 | НП   | Боснія і Герцеговина | Імад Рондич                             |
| 29 | НП   | Німеччина            | Ян Тільман                              |
| 34 | ПЗ   | Німеччина            | Файссал Гархауі                         |
| 35 | ЗХ   | Німеччина            | Макс Фінкгрефе                          |
| 37 | ПЗ   | Німеччина            | Лінтон Майна                            |
| 42 | НП   | США                  | Даміан Даунс                            |
| 43 | НП   | Словенія             | Яка Чубер Поточнік                      |
| 44 | ВР   | Німеччина            | Маттіас Кеббінг                         |
| 47 | ПЗ   | Люксембург           | Матіас Олесен                           |

## Досягнення
Чемпіонат Німеччини:
- Чемпіон (3): 1962, 1964, 1978
- Срібний призер (7): 1960, 1963, 1965, 1973, 1982, 1989, 1990

Кубок Німеччини:
- Володар (4): 1968, 1977, 1978, 1983
- Фіналіст (6): 1954, 1970, 1971, 1973, 1980, 1991

Кубок УЄФА: фіналіст: 1985/86

## Жіноча команда
Жіноча команда вийшла до Бундесліги у 2015 році. Після закінчення сезону 2016/17 років вони одразу ж вилетіли назад до Другої Бундесліги, але у травні 2017 року їм вдалося повернути собі підвищення до Бундесліги.